# ヴィットーリオ・エマヌエーレ・ディ・サヴォイア
ヴィットーリオ・エマヌエーレ・ディ・サヴォイア（イタリア語: Vittorio Emanuele di Savoia, 1937年2月12日 - 2024年2月3日）は、イタリア王国において最後の国王となったウンベルト2世の長男（王太子）で、サヴォイア家当主及びイタリア王位請求者。1946年の共和制移行により成立したイタリア共和国において王位を含め全ての貴族称号が承認されていないが、国内の王党派からは「ナポリ公」と呼ばれ、一部の急進王党派からは「イタリア王ヴィットーリオ・エマヌエーレ4世」とも呼ばれた。
イタリア王位やナポリ公位以外にも、様々な称号や継承権を父から継いでおり、その中にはエルサレム王位の請求権も含まれていた。名誉ある血筋と継承権を持ち、欧州に数多くいる「没落貴族のコミュニティー」でも大物の一人と見なされていた。一方、亡命先のスイスやフランスなどで様々な非合法事業への関わりで逮捕・収監歴があり、私生活でも一族の反対を無視して貴賎結婚を行うなど、身辺に問題の多い人物でもあった。

## 経歴

### 生い立ち

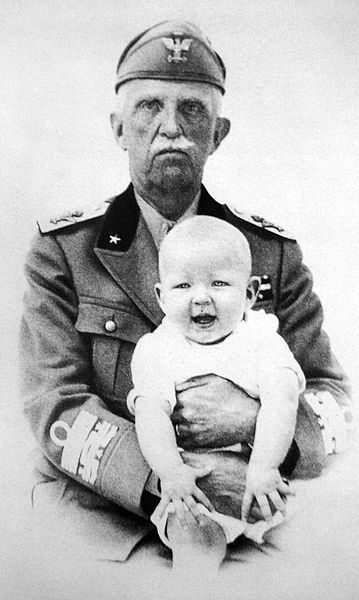
祖父ヴィットーリオ・エマヌエーレ3世に抱かれるヴィットーリオ

1937年2月12日、王政時代のイタリアで、当時はまだイタリア王太子であった父ウンベルト2世と、その妻であるベルギー王女マリーア・ジョゼ・デル・ベルジョとの長男として、ナポリの離宮で生まれる。祖父である第3代イタリア王ヴィットーリオ・エマヌエーレ3世は男児の孫を授かったことを喜び、赤子のヴィットーリオを膝に乗せている写真が残されている。祖父からはナポリ公の称号を与えられ、父が即位すると王太子の称号を譲られた。だが9歳の時、王政廃止によってサヴォイア家や他のイタリア貴族たちは亡命を強いられ、没落貴族に仲間入りせざるを得なくなった。祖父母はエジプト王国へ、王位を継いでいた父と母はポルトガルへと亡命した。
しばらくして両親は実質的な別居状態に入り、母マリーア・ジョゼに引き取られて姉や妹たちとスイスに移り、幼少期を送った。

### 貴賎結婚

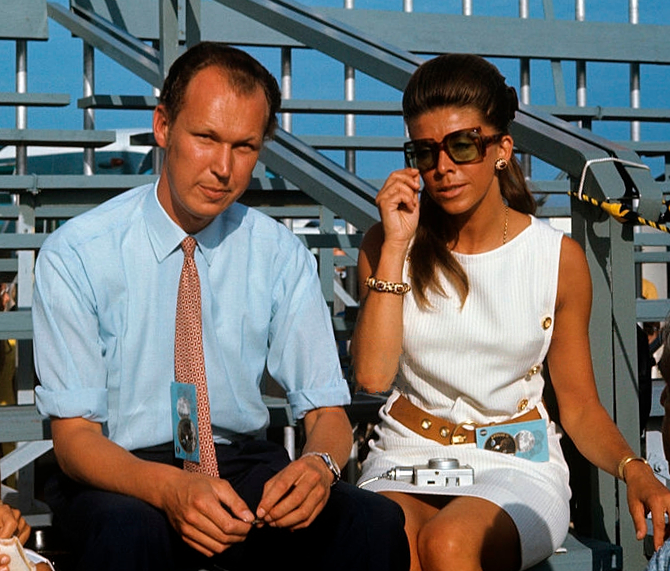
ヴィットーリオとのちの妻マリナ・リコルフィ・ドーリア（1969年）

1971年スイスの富裕な資本家の娘で、女性スキー選手マリナ・リコルフィ・ドーリアと結婚する。平民（非貴族）との貴賎結婚はいかに亡命王族とはいえ家格を貶めると考えられ、父ウンベルト2世からは強く反対されたが、ヴィットーリオはこれを無視した。間に生まれた息子エマヌエーレ・フィリベルトにピエモンテ＝ヴィネツィア公の称号を分与した。1969年、ヴィットーリオは自身が第5代イタリア王として国家主権を有すると宣言した。貴賎結婚を巡る父との対立と家督問題が背景にあったと言われている。王位請求者としての権限で、リコルフィ・ドーリアをナポリ公妃として強引に家格を引き上げさせる行為も行われた。
サヴォイア家の分家であるサヴォイア＝アオスタ家の当主アメデーオ・ディ・サヴォイア＝アオスタは、ヴィットーリオ・エマヌエーレの継承が先代当主の同意を得ていないとして、自らが対立王位請求者として行動した。一連の騒動でサヴォイア家はカリニャーノ派（ヴィットーリオ・エマヌエーレの系統）とアオスタ派に分かれての内紛が始まり、ややカリニャーノ派が優勢ながらも現在に至るまで一族内の対立は続いている。

### 非合法活動
ヴィットーリオ・エマヌエーレはまた、王位請求者としてだけでなく事業家として行動を起こした。初めは銀行業や航空機会社から、そして次第に武器密輸などの非合法事業などに手を広げていった。そのような中で、1970年代にはネオ・ファシストや右翼軍人、マフィアらの秘密結社であり、バチカンを巻き込んだマネーロンダリングや、南アメリカの軍事政権に違法な武器密輸や資金援助を行っていた「ロッジP2」のメンバーとなっていたことが暴露され、イタリア国内のみならず世界的な大スキャンダルになった。

### 銃撃事件
1978年8月18日、ヴィットーリオ・エマヌエーレはコルシカ島のカバルロで酒と麻薬に酔った集団にからかわれ、怒ってライフル銃を発射、近くに停泊していた船に寝ていた集団の学生ディーク・ハマーの下腹部を誤射する事件を起こした。この青年は、重体にもかかわらず、新ゲルマン医療の創始者である父親のハマー師がハイデルベルクに移送したため、こん睡状態に陥り、十余年後に死亡した。
死亡原因が誤射によるのか代替医療によるのか不明のため、過失致死罪によるパリ検察庁の起訴は取り下げられたが、代わりに銃刀法違反の罪で執行猶予つきの判決が下った。のちに収監されたとき、脚への発砲を認めている。
1989年10月11日にも、フランス警察から襲撃と武器の不法所持により逮捕されるが、被害者が麻薬を摂取していたためにその証言能力に疑問があったこと（さらに被害者が仲間同士で誤って撃ったとの証言もある）や、13年前の事件ということもあって、武器のM1ガーランド銃の不法所持のみが罪に問われた。内容は6ヶ月間の禁固刑と極めて軽い内容であった。

### イタリアへの帰国
イタリアの王政廃止は僅差で決したため、王政復活を恐れる共和国政府はサヴォイア家当主の入国を禁止していた。ヴィットーリオは帰国許可を求める運動を起こし、1999年には欧州司法裁判所に、身分により帰国を制限するのは基本的人権に違反しているとしてイタリア政府を提訴した。共和国政府側も折れることなく対立を続けたが、ヴィットーリオが共和制の存在を認め王政復古をしないことを条件に帰国を許すことにした。
2002年2月、ヴィットーリオ・エマヌエーレは世継ぎのピエモンテ＝ヴィネツィア公エマヌエーレ・フィリベルトと共にイタリア共和国憲法を承認する宣言を行った。これを受けて、2002年10月23日にイタリア共和国議会はサヴォイア家当主らの入国禁止法を撤廃する法案を可決した。2002年11月10日に半世紀ぶりに故郷へと戻ったヴィットーリオ・エマヌエーレは、イタリア国内の要人と会見した後、ヴァチカンに招かれて教皇ヨハネ・パウロ2世と会談した。
政府内には、本人の姿勢にかかわらず、民衆の支持次第では再び王党派の反乱が起きるのではないかと不安に思う意見も見られた。しかし、既に王政廃止から50年が経過しており、王政時代を知る国民は少数派になっていた。国民レベルでの反応は乏しく、大衆は既にサヴォイア家の復権に無関心であった。
だが、王政復古を否定したことは、たび重なるヴィットーリオの問題行動に敵意を深めていた分家のアメデーオ・ディ・サヴォイア＝アオスタらアオスタ派との対立を決定的にした。またこの対立は、イタリアの王党派組織を巻き込むようになり、2008年には、出生地であるナポリでは両シチリア独立運動を支持するボルボニスト（ボルボン家派）と、サヴォイアニスト（サヴォイア家派）との衝突が起きている。

### アオスタ公殴打事件

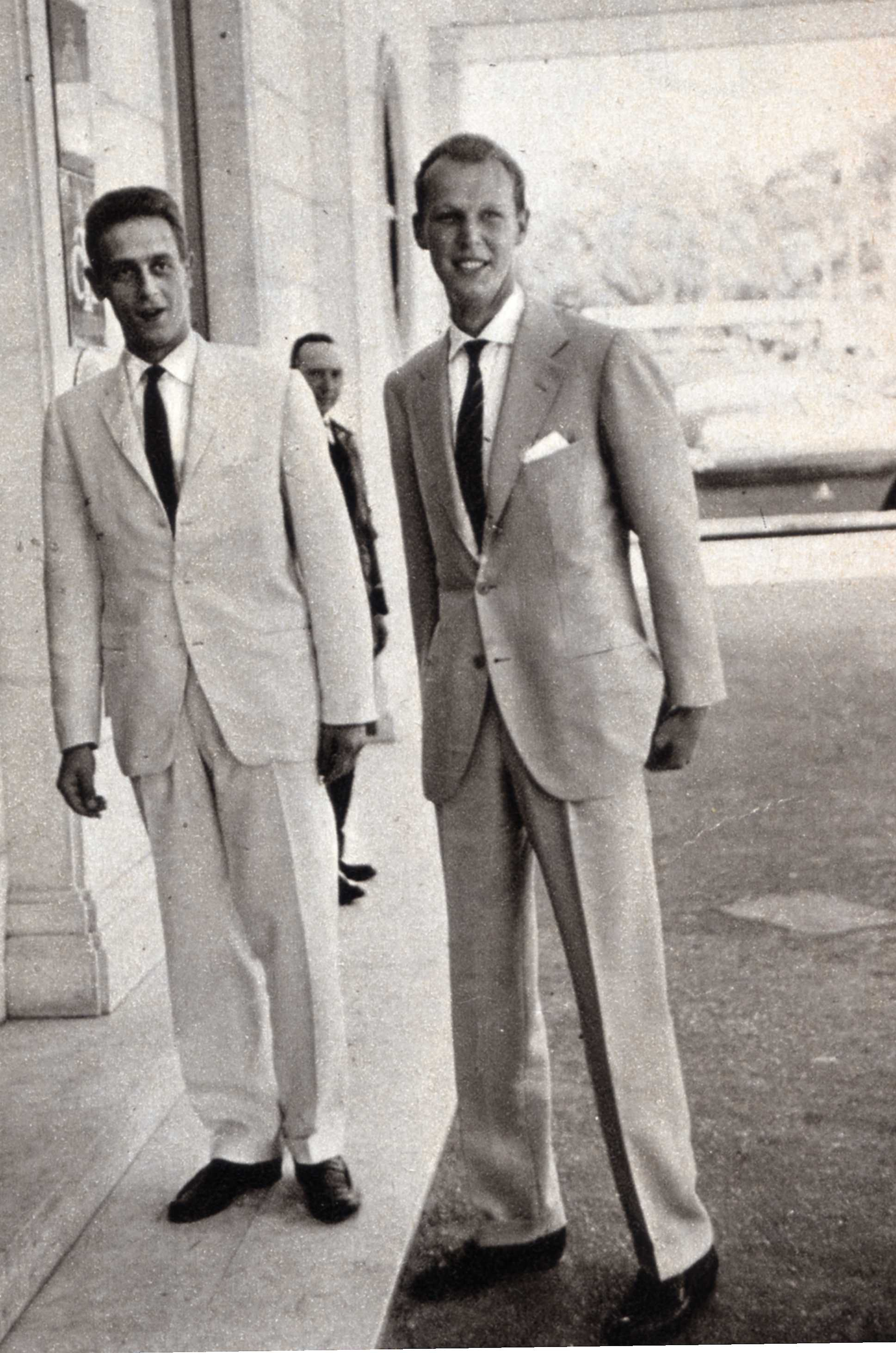
ヴィットーリオとアオスタ公アメデーオ（1964年）

2004年5月21日、ヴィットーリオ・エマヌエーレは、スペイン王フアン・カルロス1世がサルスエラ宮殿で開催したアストリアス公フェリペ王太子（のちの国王フェリペ6世）とレティシア妃の結婚式前晩餐会に出席した。その際、同じく招待されていたアメデーオと口論になり、その顔面を殴り飛ばした（アオスタ公アメデーオ殴打事件）。殴られたアメデーオは鼻血を出して倒れ、階段を転げ落ちた。
ギリシャ王妃アンナ＝マリアがアメデーオの出血を布で押さえるなか、スペイン国王フアン・カルロス1世は「このようなことは許されない」と晩餐会が王位請求者同士の諍いに利用されたことに激怒したという。

### 再逮捕
2006年6月16日、マフィアの犯罪事業に関わっていたとして警察に拘束された。なお、ここに及んで、7月7日、元国王がサヴォイア家の名誉を守るため1955年に設立した王国参事会は、アオスタ公アメデーオが「サヴォイア公」にして「サヴォイア家家長」である旨を公布したので、爾後アマデーオがこれらの地位を引き継いだ。ヴィットーリオ・エマヌエーレは、自ら新たに王国参事会を設立し、アメデーオが「ディ・サヴォイア」ではなく「ディ・サヴォイア=アオスタ」と称し賠償金を支払うべきとする裁判を起こし、一審で勝訴したものの、2018年に控訴審で敗訴した。

### 収監
2017年9月20日、ビルギット・マーゴット・ハマーの著書「Delitto senza Castigo」（悪党のいない犯罪）に対する名誉毀損の罪で2年の禁固刑を言い渡された。

### 死去
2024年2月3日の朝、ジュネーヴの自宅で死去。86歳没。

## 家族
- 祖父：ヴィットーリオ・エマヌエーレ3世（第3代イタリア王）
- 祖母：エレナ・デル・モンテネグロ（モンテネグロ王女）
- 父：ウンベルト2世（第4代イタリア王）
- 母：マリーア・ジョゼ・デル・ベルジョ（ベルギー王女）
- 妻：マリナ・リコルフィ・ドーリア（英語版）（モデル、スキー選手）
- 長男：エマヌエーレ・フィリベルト（ピエモンテ＝ヴィネツィア公）

## 称号

### 騎士団
- 団長

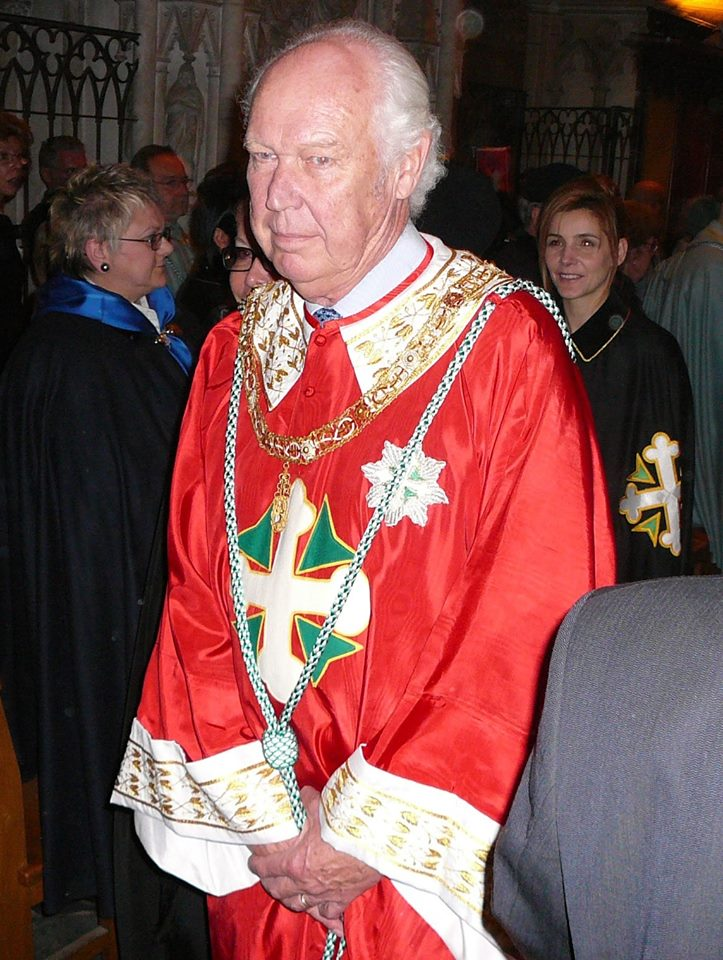
聖マウリッツィオ・ラザロ騎士団総長として（2013年）

  - 聖マウリッツィオ・ラザロ勲章総長（聖ラザロ騎士団、聖モーリス騎士団の後身）
  - 聖アヌンツィアータ（聖なる受胎告知）騎士団総長